# Mariano Ricafort Palacín y Abarca
Mariano Ricafort Palacín y Abarca (* Februar 1776 in Huesca; † 1846) war ein spanischer General, Gouverneur auf den Philippinen und auf Kuba.

## Leben
Seine Eltern waren Juana Palacín y Aysa und José de Ricafort y Abarca einem Doktor der Rechtswissenschaft, Regidor auf Lebenszeit der Stadt Huesca, der 1782 auf die Anerkennung des Adelstitels Palacín (Paladin) klagte.
Mariano Ricafort Palacín y Abarca war 1815 mit Pablo Morillo nach Arequipa gekommen und wurde vom Vizekönig von Peru Joaquín de la Pezuela beauftragt die Expedition zur Befreiung Perus niederschlagen zu lassen.
Die Separatisten hatten am 20. November 1816 Jauja besetzt, und am 23. November 1816 bei Tarma die örtliche Kolonialmacht besiegt. In den folgenden Tagen erklärten einige Orte ihre Unabhängigkeit von Spanien. Am 29. November 1816 konnten die Truppen unter Ricafort in Ayacucho, die Separatisten schlagen und Ricafort ließ ein blutiges Strafgericht abhalten. Die Montoneros im Umland wurden am 2. Dezember 1816 für besiegt erklärt und Ricafort ließ demonstrativ einen Ort der Widerstand geleistet hatte niederbrennen.
General Mariano Ricafort Palacín y Abarca wurde zum Ministro eines Tribunal Supremo de Guerra y Marina in Cusco ernannt. Als solcher leitete er die Verfahren wegen Hochverrats gegen die Separatisten in La Paz. Dem Vizekönig von Peru, Pezuela gefiel das rigorose Vorgehen von Ricafort und er ernannte ihn zum Intendant von La Paz, welches vorher zum Vizekönigreichs von La Plata gehört hatte. Von 1816 bis 1817 leitete er die Intendencia de La Paz. Mariano Ricafort Palacín y Abarca heiratete Antonia Paula Sánchez de Lima, die Tochter seines Nachfolgers in der Intendencia von La Paz.
Von 1825 bis 1830 war er Gouverneur der spanischen Kolonie der Philippinen, von 1832 bis 1834 übte er nach Ernennung durch Ferdinand VII. von Spanien dieselbe Funktion auf Kuba aus.
Er wurde mit dem Ferdinandsorden, Orden de Isabel la Católica, Orden des heiligen Hermenegild und dem russischen Orden der heiligen Anna dekoriert.